# 虚拟
虚拟（Virtuality）是一抽象概念，与真实对立。

## 与虚构的区别
虚拟是虚构某样现实中存在的事物，可能有夸大成分。虚构是凭空创造的不存在的情况、事物，完全不合情理。

## 虚拟与电脑网络
- 虚拟机
- 虚拟社区：在物理真实的环境中，我们往往有社区中心（一栋房子），我们可以去那里参加各种活动（包括交谈本身）。有很多时候社区中心只是信息的集散地，活动本身可能不在那里。有了电脑网络后，社区中心可以将活动信息发布在网络上。对很多活动，社区中心那栋房子并不是必须的。一个网站就可以做到信息集散的功能，因为「社区中心那栋房子」并不存在，因此把网站提供的这一功能叫着虚拟社区。

## 物理学中的虚拟
虚拟水-连锁快餐店每日制造大量汉堡包，也浪费不少每日的剩品，在种植、饲养、生产、包装、运输等工序，对大自然环境资源的消耗和浪费甚大（尤其是饲养若干重量的肉类需要消耗。以水为例，每制造一个汉堡包，就消耗了共2400升虚拟水（制造成品时及其所用之原材料时直接或间接消耗的水量）。